# José María Campo Serrano
José María Campo Serrano (Santa Marta, 8 de setembre de 1832 - 24 de febrer de 1915) fou un advocat, general i estadista colombià que es va convertir en President de Colòmbia després de la renúncia del president i la destitució del vicepresident. Va sancionar la Constitució de 1886 que va crear la República de Colòmbia després dels Estats Units de Colòmbia. Va ser president de l'Estat Sobirà del Magdalena i Antioquia, Governador de Panamà, i va ocupar diversos ministeris durant la seva carrera com a polític.
Fill d'Andrés del Campo i María Josefa Serrano, va estudiar en el seminari conciliar de Santa Marta i més tard va estudiar filosofia i dret en el Col·legi Provincial Santander. Des de molt jove es va vincular a la burocràcia en el sector oficial.
En la dècada dels vuitanta va participar en els ministeris, anomenats llavors secretaries. Al govern del president Francisco Javier Zaldúa va ocupar la Secretaria d'Instrucció Pública; al govern de Ezequiel Hurtado la Secretaria de Govern; i en l'administració del president Rafael Núñez va ocupar diverses secretaries. Com a liberal independent, va ser partidari del moviment de la Regeneració de Rafael Núñez. El 1885 va ser nomenat per Núñez Secretari de Marina i Guerra on li va correspondre afrontar la guerra civil de 1885, del liberalisme radical contra la Regeneració. Aquesta guerra, que va portar a la derrota del radicalisme, va culminar amb l'esfondrament de la Constitució de 1863.
Després de la guerra de 1885, va ser nomenat Secretari d'Hisenda i després delegat del poder executiu en Antioquia, com a cap civil i militar d'aquest estat, on va governar entre el 12 de març i el 21 de setembre de 1885. En representació d'Antioquia, José Maria Campos Serrano va assistir al Congrés Nacional de Delegatarios per a la redacció de la nova Constitució Nacional. El Consell va triar com a president a Rafael Núñez i com a vicepresident al general Eliseo Payán. Ell va ser designat com a general.
El 30 de març de 1886, el Consell de Delegatarios, en sessió extraordinària, va acceptar la renúncia del càrrec de president a Rafael Núñez i el general Campos Serrano va ser cridat per reemplaçar-ho. Va accedir al càrrec l'1 d'abril de 1886 i el 5 d'agost va sancionar la Constitució Nacional. En aquesta Constitució es va establir el principi de la centralització política i la descentralització administrativa. El general Campos Serrano va ser President de la República fins al 6 de gener de 1887. Del seu govern es destaquen obres com els contractes d'enllumenat elèctric i aigua potable per a Bogotà i l'impuls que va donar als ferrocarrils de la Sabana i el Magdalena. Posteriorment va ser elegit senador pel Departament del Magdalena, el 1888. Va morir en Santa Marta el 24 de febrer de 1915.